# Gheata de aur
Gheata de aur este un trofeu fotbalistic european acordat fotbalistului cu cele mai multe goluri marcate într-un sezon fotbalistic din toate campionatele naționale ale Europei. De la începuturile sale, în sezonul 1967-1968, premiul, numit inițial Soulier d'Or, care se traduce din limba franceză ca Gheata de aur, a fost dat de revista L'Équipe celui mai bun marcator din toate ligile europene din acel sezon.
În urma unui protest al Federației Cipriote unde un jucător ar fi marcat 40 de goluri, L'Équipe a decis să facă competiția neoficială până în 1996; oricum, sponsorul partener Adidas a continuat să ofere premiul. Cel mai bun marcator al sezonului 1990-91, Darko Pančev, nu și-a primit premiul până în 2006. Acesta a fost restabilit în 1996, cu diferite regulamente. De atunci, European Sports Magazines, a acordat premiul pe un sistem de puncte care permite unui jucător dintr-un campionat mai puternic să câștige premiul chiar dacă marchează mai puține goluri decât unul dintr-un campionat mai slab. Din cauza acestei modificări golurile sunt clasate în mod diferit după campionat.

## 1968-1991
Între 1968 și 1991, Gheata de aur, a fost acordată celui mai bun marcator dintre toate campionatele europene. Atunci nu se ținea cont de calitatea campionatului sau de numărul de meciuri jucate de un fotbalist. În timpul acestei perioade Eusébio, Gerd Müller, Dudu Georgescu și Fernando Gomes au câștigat Gheata de aur de două ori.

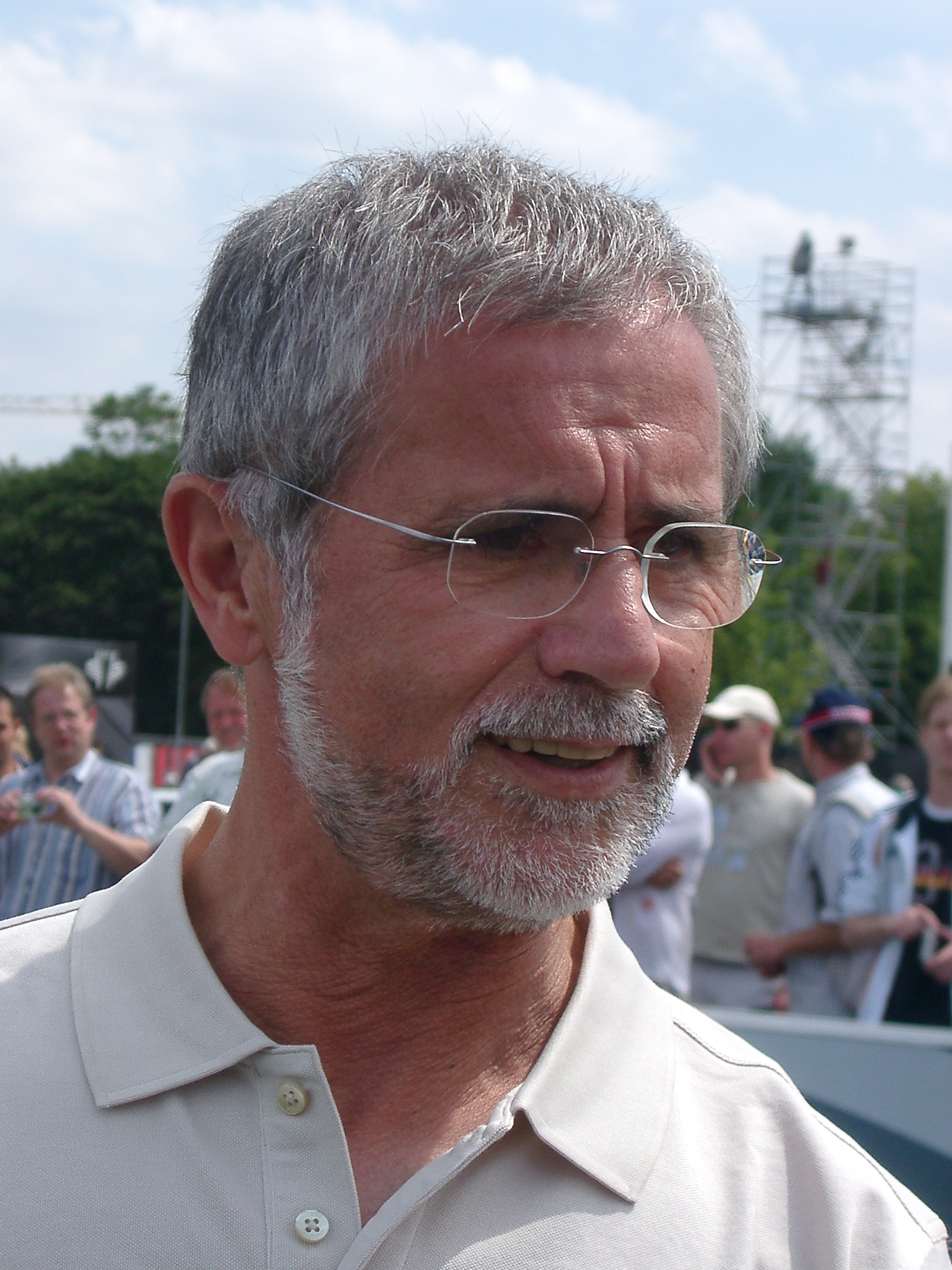
Gerd Müller a fost primul fotbalist care a primit premiul de două ori, în 1970 și 1972.

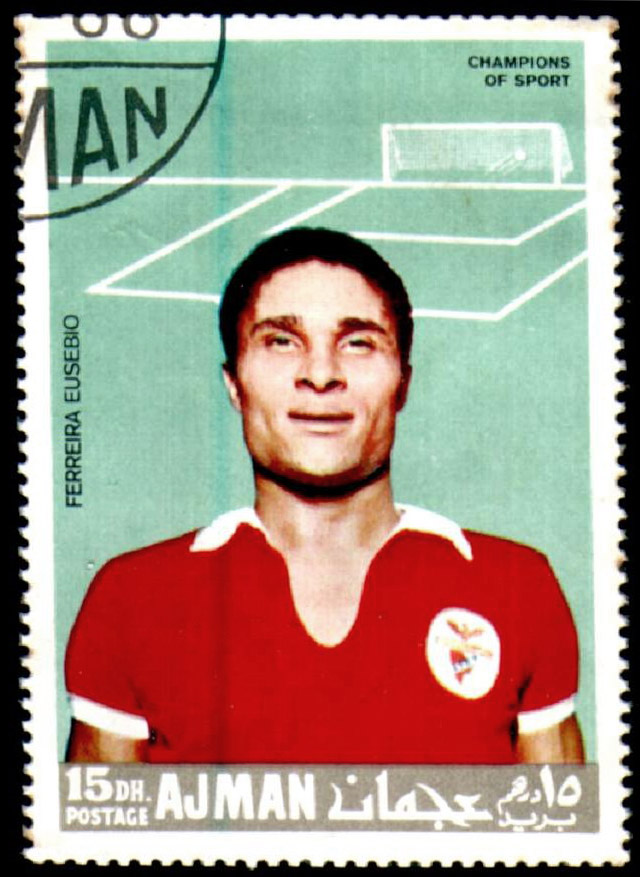
Eusébio a câștigat două Ghete de aur: cele din 1968 și 1973.

| Sezon   | Naționalitate     | Fotbalist         | Club                 | Campionat              | Goluri |
| ------- | ----------------- | ----------------- | -------------------- | ---------------------- | ------ |
| 1967–68 | Portugalia        | Eusébio           | Benfica              | Primeira Divisão       | 43     |
| 1968–69 | Bulgaria          | Petăr Jekov       | ȚSKA Sofia           | A PFG                  | 36     |
| 1969–70 | Germania          | Gerd Müller       | Bayern München       | Fußball-Bundesliga     | 38     |
| 1970–71 | Iugoslavia        | Josip Skoblar     | Marseille            | Ligue 1                | 44     |
| 1971–72 | Germania          | Gerd Müller       | Bayern München       | Fußball-Bundesliga     | 40     |
| 1972–73 | Portugalia        | Eusébio           | Benfica              | Primeira Divisão       | 40     |
| 1973–74 | Argentina         | Héctor Yazalde    | Sporting CP          | Primeira Divisão       | 46     |
| 1974–75 | România           | Dudu Georgescu    | Dinamo București     | Divizia A              | 33     |
| 1975–76 | Cipru             | Sotiris Kaiafas   | Omonia Nicosia       | Prima Divizie Cipriotă | 39     |
| 1976–77 | România           | Dudu Georgescu    | Dinamo București     | Divizia A              | 47     |
| 1977–78 | Austria           | Hans Krankl       | Rapid Viena          | Bundesliga (Austria)   | 41     |
| 1978–79 | Țările de Jos     | Kees Kist         | AZ Alkmaar           | Eredivisie             | 34     |
| 1979–80 | Belgia            | Erwin Vandenbergh | Lierse               | Prima Divizie Belgiană | 39     |
| 1980–81 | Bulgaria          | Georgi Slavkov    | PFC Botev Plovdiv    | A PFG                  | 31     |
| 1981–82 | Țările de Jos     | Wim Kieft         | Ajax                 | Eredivisie             | 32     |
| 1982–83 | Portugalia        | Fernando Gomes    | Porto                | Primeira Divisão       | 36     |
| 1983–84 | Țara Galilor      | Ian Rush          | Liverpool            | Divizie 1              | 32     |
| 1984–85 | Portugalia        | Fernando Gomes    | Porto                | Primeira Divisão       | 39     |
| 1985–86 | Țările de Jos     | Marco van Basten  | Ajax                 | Eredivisie             | 37     |
| 1986–87 | Austria           | Toni Polster      | Austria Viena        | Bundesliga (Austria)   | 39     |
| 1987–88 | Turcia            | Tanju Çolak       | Galatasaray          | Süper Lig              | 39     |
| 1988–89 | România           | Dorin Mateuț      | Dinamo București     | Divizia A              | 43     |
| 1989–90 | Mexic             | Hugo Sánchez      | Real Madrid          | La Liga                | 38     |
| 1989–90 | Bulgaria          | Hristo Stoicikov  | ȚSKA Sofia           | A PFG                  | 38     |
| 1990–91 | Macedonia de Nord | Darko Pančev      | Steaua Roșie Belgrad | Prima Ligă Iugoslavă   | 34     |

     Sezoanele unde au fost mai mulți câștigători
Note 1. 

## 1991-1996
Inițial, nu se puncta după cât de puternică era liga în care evoluau jucătorii. După un protest al Federației Cipriote, care spunea că un jucător cipriot a marcat 40 de goluri și că el trebuie să primească premiul (deși cei mai buni marcatori oficiali marcaseră 19 goluri), L'Équipe a renunțat să mai ofere trofeul între 1991 și 1996; oricum, sponsorul Adidas a continuat să ofere un premiu. Pentru sezonul 1996-97, European Sports Magazines (ESM), din care L'Équipe face parte, a decis, un sistem de punctaj după calitatea relativă a campionatului.
Câștigătorii perioadei intermediare au fost:
| Sezon   | Țara         | Fotbalist       | Club       | Campionat              | Goluri | Note        |
| ------- | ------------ | --------------- | ---------- | ---------------------- | ------ | ----------- |
| 1991–92 | Scoția       | Ally McCoist    | Rangers    | Prima Divizie Scoțiană | 34     | [ 4 ] [ 6 ] |
| 1992–93 | Scoția       | Ally McCoist    | Rangers    | Prima Divizie Scoțiană | 34     | [ 4 ] [ 6 ] |
| 1993–94 | Țara Galilor | David Taylor    | Porthmadog | Ligă a Țării Galilor   | 43     | [ 4 ]       |
| 1994–95 | Armenia      | Arsen Avitisyan | Homenetmen | Prima Ligă (Armenia)   | 39     | [ 4 ]       |
| 1995–96 | Georgia      | Zviad Endeladze | Margveti   | Umaglesi Liga          | 40     | [ 4 ]       |

## 1996-prezent

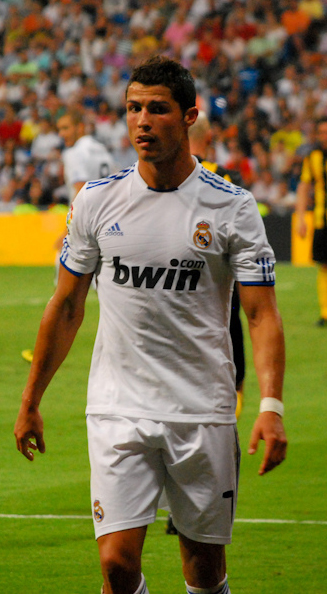
Cristiano Ronaldo, primul fotbalist care a câștigat premiul în două campionate diferite, în 2008 cu Manchester United și în 2011 cu Real Madrid.

Din sezonul 1996-97, European Sports Magazines au acordat Gheata de aur după un sistem de puncte, care permitea fotbaliștilor din ligile mai puternice să câștige chiar dacă marchează mai puține goluri decât un fotbalist dintr-un campionat mai slab. Ponderile sunt determinate după clasamentul coeficienților realizat de UEFA, care, la rândul lor depind de rezultatele cluburilor din fiecare ligă în competiția europeană în ultimele cinci sezoane. Golurile marcate în primele cinci cele mai bune ligi sunt multiplicate cu doi, iar golurile marcate în campionatele clasate între poziția 6 și 21 sunt multiplicate cu 1,5. Astfel, golurile marcate în Serie A, prima ligă a fotbalului italian, vor conta mai mult decât cele marcate în mai slab cotata Prima Ligă a Țării Galilor.
| Sezon     | Țara          | Jucător            | Club                | Campionat               | Goluri | Puncte | Note   |
| --------- | ------------- | ------------------ | ------------------- | ----------------------- | ------ | ------ | ------ |
| 1996–97   | Brazilia      | Ronaldo            | Barcelona           | La Liga                 | 34     | 68     | [ 4 ]  |
| 1997–98   | Grecia        | Nikos Machlas      | Vitesse             | Eredivisie              | 34     | 68     | [ 4 ]  |
| 1998–99   | Brazilia      | Mário Jardel       | Porto               | Primeira Divisão        | 36     | 72     | [ 4 ]  |
| 1999–2000 | Anglia        | Kevin Phillips     | Sunderland          | Premier League          | 30     | 60     | [ 7 ]  |
| 2000–01   | Suedia        | Henrik Larsson     | Celtic              | Scottish Premier League | 35     | 52,5   | [ 8 ]  |
| 2001–02   | Brazilia      | Mário Jardel       | Sporting CP         | Primeira Liga           | 42     | 63     | [ 9 ]  |
| 2002–03   | Țările de Jos | Roy Makaay         | Deportivo La Coruña | La Liga                 | 29     | 58     | [ 9 ]  |
| 2003–04   | Franța        | Thierry Henry      | Arsenal             | Premier League          | 30     | 60     | [ 10 ] |
| 2004–05   | Franța        | Thierry Henry      | Arsenal             | Premier League          | 25     | 50     | [ 9 ]  |
| 2004–05   | Uruguay       | Diego Forlán       | Villarreal          | La Liga                 | 25     | 50     | [ 9 ]  |
| 2005–06   | Italia        | Luca Toni          | Fiorentina          | Serie A                 | 31     | 62     | [ 12 ] |
| 2006–07   | Italia        | Francesco Totti    | Roma                | Serie A                 | 26     | 52     | [ 13 ] |
| 2007–08   | Portugalia    | Cristiano Ronaldo  | Manchester United   | Premier League          | 31     | 62     | [ 14 ] |
| 2008–09   | Uruguay       | Diego Forlán       | Atlético Madrid     | La Liga                 | 32     | 64     | [ 15 ] |
| 2009–10   | Argentina     | Lionel Messi       | Barcelona           | La Liga                 | 34     | 68     | [ 16 ] |
| 2010–11   | Portugalia    | Cristiano Ronaldo  | Real Madrid         | La Liga                 | 40     | 80     | [ 17 ] |
| 2011–12   | Argentina     | Lionel Messi       | FC Barcelona        | La Liga                 | 50     | 100    | [ 18 ] |
| 2012–13   | Argentina     | Lionel Messi       | Barcelona           | La Liga                 | 46     | 92     | [ 18 ] |
| 2013–14   | Uruguay       | Luis Suárez        | Liverpool           | Premier League          | 31     | 62     | [ 18 ] |
| 2013–14   | Portugalia    | Cristiano Ronaldo  | Real Madrid         | La Liga                 | 31     | 62     | [ 18 ] |
| 2014–15   | Portugalia    | Cristiano Ronaldo  | Real Madrid         | La Liga                 | 48     | 96     | [ 18 ] |
| 2015–16   | Uruguay       | Luis Suárez        | Barcelona           | La Liga                 | 40     | 80     | [ 18 ] |
| 2016–17   | Argentina     | Lionel Messi       | Barcelona           | La Liga                 | 37     | 74     | [ 18 ] |
| 2017-18   | Argentina     | Lionel Messi       | Barcelona           | La Liga                 | 34     | 68     | [ 18 ] |
| 2018-19   | Argentina     | Lionel Messi       | Barcelona           | La Liga                 | 36     | 72     | [ 18 ] |
| 2019-20   | Italia        | Ciro Immobile      | Lazio               | Serie A                 | 36     | 72     | [ 18 ] |
| 2020-21   | Polonia       | Robert Lewandowski | Bayern München      | Bundesliga              | 41     | 82     |        |
| 2020-22   | Polonia       | Robert Lewandowski | Bayern München      | Bundesliga              | 35     | 70     |        |

## Fotbaliștii cu cele mai multe trofee
Lionel Messi a câștigat de șase ori trofeul, de fiecare dată în tricoul echipei FC Barcelona. Messi deține recordul all-time, cu 50 de goluri marcate în 2011-12, acumulând în total 100 de puncte. Doisprezece fotbaliști au câștigat Gheata de aur de cel puțin două ori. Gerd Müller a fost primul care a câștigat trofeul de două ori în 1969-70 și 1971-1972. Messi este singurul care a câștigat trofeul în trei ani consecutivi. Cristiano Ronaldo (Manchester United și Real Madrid, Diego Forlán (Villarreal și Atlético Madrid), Mário Jardel (Porto și Sporting CP) și Luis Suarez (Liverpool șo Barcelona) sunt singurii fotbaliști care au câștigat trofeul cu două cluburi diferite. Cristiano Ronaldo este primul fotbalist care a câștigat premiul în două campionate diferite, cu Manchester United în Premier League și cu Real Madrid în La Liga, performanță reușită ulterior și de Luis Suarez care a fost golgheter în aceleași două campionate.
| Locul | Fotbalist          | Țara       | Titluri | Sezoane                                                |
| ----- | ------------------ | ---------- | ------- | ------------------------------------------------------ |
| 1     | Lionel Messi       | Argentina  | 6       | 2009–10, 2011–12, 2012-13, 2016-17, 2017-18, 2018-2019 |
| 2     | Cristiano Ronaldo  | Portugalia | 4       | 2007–08, 2010–11, 2013-14, 2014-15                     |
| 3     | Gerd Müller        | Germania   | 2       | 1969–70, 1971–72                                       |
| 3     | Eusébio            | Portugalia | 2       | 1967–68, 1972–73                                       |
| 3     | Dudu Georgescu     | România    | 2       | 1974–75, 1976–77                                       |
| 3     | Fernando Gomes     | Portugalia | 2       | 1982–83, 1984–85                                       |
| 3     | Ally McCoist       | Scoția     | 2       | 1991–92, 1992–93                                       |
| 3     | Mário Jardel       | Brazilia   | 2       | 1998–99, 2001–02                                       |
| 3     | Thierry Henry      | Franța     | 2       | 2003–04, 2004–05                                       |
| 3     | Diego Forlán       | Uruguay    | 2       | 2004–05, 2008–09                                       |
| 3     | Luis Suárez        | Uruguay    | 2       | 2013–14, 2015–16                                       |
| 3     | Robert Lewandowski | Polonia    | 2       | 2020–21, 2021–22                                       |

- Anul aldin indică un fotbalist care împarte trofeul

### După club
| Echipa               | Total | Jucători |
| -------------------- | ----- | -------- |
| Barcelona            | 8     | 3        |
| Real Madrid          | 4     | 2        |
| Bayern München       | 4     | 2        |
| Dinamo               | 3     | 2        |
| Porto                | 3     | 2        |
| Sporting CP          | 2     | 2        |
| ȚSKA Sofia           | 2     | 2        |
| Ajax                 | 2     | 2        |
| Liverpool            | 2     | 2        |
| Benfica              | 2     | 1        |
| Rangers              | 2     | 1        |
| Arsenal              | 2     | 1        |
| Marseille            | 1     | 1        |
| Omonia Nicosia       | 1     | 1        |
| Rapid Viena          | 1     | 1        |
| AZ                   | 1     | 1        |
| Lierse               | 1     | 1        |
| Botev Plovdiv        | 1     | 1        |
| Austria Viena        | 1     | 1        |
| Galatasaray          | 1     | 1        |
| Steaua Roșie Belgrad | 1     | 1        |
| Porthmadog           | 1     | 1        |
| Homenetmen Beirut    | 1     | 1        |
| Zestafoni            | 1     | 1        |
| Vitesse              | 1     | 1        |
| Sunderland           | 1     | 1        |
| Celtic               | 1     | 1        |
| Deportivo La Coruña  | 1     | 1        |
| Villarreal           | 1     | 1        |
| Fiorentina           | 1     | 1        |
| Roma                 | 1     | 1        |
| Manchester United    | 1     | 1        |
| Atlético Madrid      | 1     | 1        |
| Lazio                | 1     | 1        |

### După țara de naționalitate a jucătorului
| Naționalitate | Total | Jucător(i) |
| ------------- | ----- | ---------- |
| Portugalia    | 8     | 3          |
| Argentina     | 7     | 2          |
| Țările de Jos | 4     | 4          |
| Uruguay       | 4     | 2          |
| Bulgaria      | 3     | 3          |
| Italia        | 3     | 3          |
| Brazilia      | 3     | 2          |
| România       | 3     | 2          |
| Austria       | 2     | 2          |
| Țara Galilor  | 2     | 2          |
| Iugoslavia    | 2     | 2          |
| Franța        | 2     | 1          |
| Germania      | 2     | 1          |
| Polonia       | 2     | 1          |
| Scoția        | 2     | 1          |
| Cipru         | 1     | 1          |
| Belgia        | 1     | 1          |
| Turcia        | 1     | 1          |
| Mexic         | 1     | 1          |
| Armenia       | 1     | 1          |
| Georgia       | 1     | 1          |
| Grecia        | 1     | 1          |
| Anglia        | 1     | 1          |
| Suedia        | 1     | 1          |